# Саладин (бронеавтомобиль)
«Саладин» (англ. Saladin) — британский бронеавтомобиль 1950-х годов.
Бронеавтомобиль (БА) по внутренней сквозной системе обозначений британской бронетехники имеет индекс FV601. БА создан в конце 1940-х — начале 1950-х годов компанией «Alvis Vehicles Limited» для замены устаревших бронеавтомобилей A.E.C. и предназначался в британской армии для выполнения задач разведки и охранения. Серийное производство «Саладина» продолжалось с 1958 года по 1972 год, всего было выпущено 1 177 бронеавтомобилей этого типа.
В британской армии был с 1970-х годов частично заменён лёгким танком «Скорпион», но оставался на вооружении вплоть до 1994 года. Помимо Великобритании, поставлялся в ряд других стран, в некоторых из них, по состоянию на 2008 год, всё ещё остаётся на вооружении.

## История создания и производства

### Описание конструкции
«Саладин» имеет компоновку с расположением моторно-трансмиссионного отделения в кормовой, а отделения управления и боевого отделения — в лобовой части машины. Экипаж бронеавтомобиля состоит из трёх человек: механика-водителя, наводчика и командира, выполняющего также функции заряжающего.

### Модификации
- F.V.601 Saladin Mk. I — базовый вариант 1953 года.
- F.V.601 (C) Saladin Mk. II — модификация 1956 года, отличается наличием вращающейся турели для 7,62-мм зенитного пулемёта.

### Броневой корпус и башня
Корпус и башня сварные, изготовлены из катаной стальной брони. Башня расположена в передней части бронеавтомобиля, её лобовые элементы усилены.

### Вооружение
Вооружение «Саладина» составляют 76-мм пушка и 7,62-мм пулемёт, размещённые в спаренной установке No.2 Mk.3.
76-мм низкоимпульсная нарезная пушка L5A1 имеет вертикальный клиновой полуавтоматический затвор и противооткатные устройства, состоящие из гидравлического концентрического откатника и пружинного накатника. Боекомплект орудия состоит из 42 унитарных выстрелов с фугасно-бронебойными (с деформируемой головкой), осколочно-фугасными и дымовыми снарядами, а также картечью. Весь боекомплект размещён ниже уровня башенного погона: 11 выстрелов располагаются между местами наводчика и командира, 23 — по бортам боевого отделения и 8 — у перегородки моторно-трансмиссионного отделения.
| Боеприпасы пушки L5A1 |               |                    |                   |                   |                  |                       |                                                |
| Тип снаряда           | Марка снаряда | Масса выстрела, кг | Масса снаряда, кг | Масса ВВ, кг      | Марка взрывателя | Дульная скорость, м/с | Дальность прямого выстрела по цели высотой 2 м |
| бронебойно-фугасный   |               |                    |                   |                   |                  | 530                   |                                                |
| осколочно-фугасный    |               |                    |                   |                   |                  |                       |                                                |
| дымовой               |               |                    |                   |                   |                  |                       |                                                |
| картечь               |               |                    |                   | 780 стальных пуль |                  |                       |                                                |

Наведение спаренной установки на цель при стрельбе прямой наводкой осуществляется при помощи перископического оптического прицела No.17, обеспечивающего увеличение 6× и поле зрения 11°. Командир имеет в своём распоряжении простейший лишь открытый поворотный прицел, который используется для разворота башни в направлении цели. Для стрельбы с закрытых позиций установка оборудована боковым уровнем и электромеханическим указателем азимута. Наведение спаренной установки в горизонтальной плоскости осуществляется поворотом башни, в вертикальной же плоскости установка наводится только вручную, при помощи винтового механизма. Углы наводки в вертикальной плоскости составляют от −10° до +20° при всех углах поворота башни.
В спаренной с пушкой установке располагается 7,62-мм пулемёт M1919A4 или его лицензионный британский вариант — L3A3. Аналогичный пулемёт, M1919A4 или L3A4, размещается в вертлюжной турельной установке у люка командира и используется в качестве зенитного или для стрельбы по близким наземным целям. Боекомплект обоих пулемётов составляет 3500 патронов в 14 магазин-коробках с лентами на 250 патронов

### Средства наблюдения и связи
Перископические приборы наблюдения смонтированы в крышках люков в верхнем лобовом листе корпуса.
Бронеавтомобиль оснащён радиостанциями № 12 и № 19.

### Двигатель и трансмиссия
Агрегаты силовой установки, силовой передачи, ходовой части в целом аналогичны агрегатам бронетранспортёра «Сарацин», однако их компоновка изменена: силовая установка смонтирована в кормовой части машины.

## На вооружении
- Великобритания — сняты с вооружения[4]
- Алжир — 49 единиц, боеспособность которых находится под вопросом, по состоянию на 2007 год[5]
- Бахрейн — 8 единиц на хранении, по состоянию на 2007 год[6]
- Гана — некоторое количество[7], сняты с вооружения[8]
- Гондурас — 40 единиц, по состоянию на 2007 год[9]
- Индонезия — 69 единиц, в том числе 16 модернизированных, по состоянию на 2007 год[10]
- Иордания — некоторое количество[7], сняты с вооружения[11]
- Кения — 3 на 2007 год [12]
- Мавритания — 10 единиц, по состоянию на 2007 год[13]
- Нигерия — 20 единиц Mk.2, по состоянию на 2007 год[14]
- ОАЭ — 20 единиц на хранении, по состоянию на 2007 год[15]
- Судан — 30 единиц, по состоянию на 2007 год[16]
- Тунис — 20 единиц, по состоянию на 2007 год[17]
- Шри-Ланка — 15 единиц, по состоянию на 2007 год[18]
- Йемен — 60 единиц (на хранении, возможно сняты с вооружения)

## Боевое применение
Кувейтские «Саладины» участвовали в войне с Ираком в 1990 году. Перед войной на вооружении у Кувейта имелось 100 таких бронеавтомобилей. В ходе первых двух дней войны почти все они были уничтожены или захвачены.
Австралийский военный контингент во Вьетнаме использовал в боевых действиях модернизированный американский бронетранспортёр М113 с башней от английского бронеавтомобиля "Саладин".